# روب فورد
روب فورد (بالإنجليزية: Rob Ford)‏ ‏(28 مايو 1969 - 22 مارس 2016) هو سياسي ورجل أعمال كندي. اشتهر بمنصبه كعمدة مدينة تورنتو كبرى المدن الكندية منذ ديسمبر 2010 وحتى ديسمبر 2013، وقبلها كان عضو مجلس بلدي لمدة 10 سنوات لمدينة تورينتو. يشتهر بمعاداته للأقليات في كندا، كما وجهت له انتقادات واسعة نتيجة تعاطيه المخدرات وإدمانه على الكحول. كما تم اعتقال روب فورد في ولاية فلوريدا بسبب القيادة في حالة الثمل الشديد وحيازة الماريجوانا سنة 2010.

## الوفاة
أصيب فورد مرتين بمرض سرطاني نادر في دهون الأمعاء، تعافى منه أول مرة ثم عاد وأصابه مرة ثانية في المثاني حيث توفي في 22 مارس 2016.

## روابط خارجية
- روب فورد على موقع IMDb (الإنجليزية)